# Distretto di Moskva
Il distretto di Moskva (in kirghiso Москва району?, Moskva rayonu) è un distretto (raion) del Kirghizistan con  capoluogo Belovodskoe.